# Augusto Vels
Alfonso Velasco Andreo (1917-2000), más conocido como Augusto Vels, nació en Puerto Lumbreras, (Murcia) en 1917. Fue uno de los personajes más influyentes de la grafología no solamente en España sino también en todo el mundo.

## Biografía
Funcionario del cuerpo de Telégrafos desde 1931, en 1940 es trasladado a Barcelona. Allí comienza a escribir en El Correo Catalán adoptando el seudónimo de Augusto Vels. 
En 1945 publica su primer libro Tratado de Grafología, y desarrolla la labor de profesor de Caracterología y Grafología. En 1948 organiza un curso de grafología en el SEU de la Universidad de Barcelona. En 1961 publica la 1ª edición de su gran obra: Escritura y Personalidad. En 1964, Mercedes Almela presenta su tesis doctoral en la cátedra de Psicopedagogía de la Universidad de Barcelona, basada en el Grafoanálisis de Vels, y con la supervisión de su tutor. 

En 1972 A. Vels es nombrado Director de Personal de la Banca Mas Sardá y en 1984 funda la Agrupación de Grafoanalistas Consultivos de España. En 1996, el Excmo Ayuntamiento de Puerto Lumbreras (Murcia) le nombra Hijo Predilecto, y le dedica una calle, un parque y un Museo.

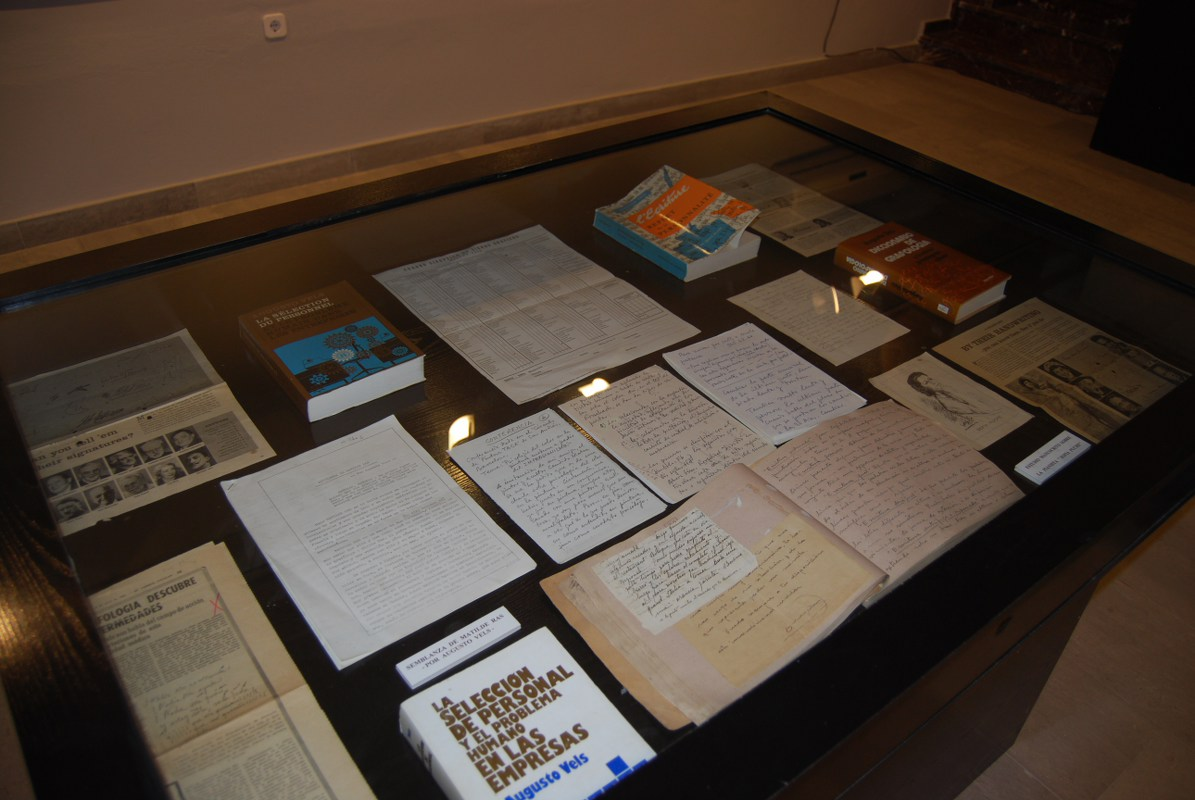
Museo de Grafologia Augusto Vels

 Asimismo, el Cronista Oficial, Juan Romera Sánchez, escribe un libro que recoge su biografía y su dilatada trayectoria profesional, trayectoria que, por otra parte, también ha sido ampliamente estudiada por el profesor Viñals Carrera gran conocedor de la obra de Vels. En 1997 es nombrado Profesor Honorario de los Programas de Grafología de la Universitat Autònoma de Barcelona, bajo la dirección de los profesores Francisco Viñals y Mariluz Puente.
Augusto Vels falleció el 1 de julio de 2000.

## Libros
- Escritura y Personalidad, Barcelona, Editorial Herder, 2010, 468 pág. - 8ª ed. ISBN 978-84-254-2732-9

- La Selección de Personal y el problema humano en las empresas, Barcelona, Ed. Herder, 1998, 640 pág. -5ª ed. ISBN 978-84-254-1202-8

- Diccionario de Grafología y términos psicológicos afines, Barcelona, Ed. Herder, 2008, 532 pág., 5ª ed. ISBN 978-84-254-2401-4

- Manual de Grafoanálisis, Barcelona, Ed. Herder, 2001, 264 pág., 2ª ed. revisada.  ISBN 978-84-254-2193-8

- Grafología Estructural y Dinámica, Barcelona, Agrupación de Grafoanalistas Consultivos, 1994, 404 pág. ISBN 978-84-604-8732-6

- Grafología de la A a la Z, Barcelona, Ed. Herder, 2007, 432 pág. ISBN 978-84-254-2508-0

### Otras obras del autor
- Tratado de Grafología, Barcelona, Editorial Vives, 1945.

- El lenguaje de la Escritura, Barcelona, Editorial Miracle, 1949.

- Cómo ser importante, Barcelona, P.E.A.P., 1957.

- Cuadro sinóptico de signos gráficos, Barcelona, Ediciones Cedel, 1972. ISBN 978-84-352-0115-5
- Diccionario de Grafología, Barcelona, Editorial Herder, 1997. ISBN 978-84-254-1363-6

- Rostro y personalidad (obra inédita)

- Dibujo y Personalidad (libro electrónico de consulta gratuita)

## Influencia en la Grafología
En 1949 inició un sistema de medición de los signos gráficos que llamó Grafoanálisis. Es su gran aportación a la psicología de la escritura, demostrar que el grafismo es medible. 
En su obra Escritura y Personalidad (después de una investigación que duró más de doce años) publicada en 1961, se sistematizan y ordenan, por primera vez, en la literatura grafológica española, el conjunto de signos gráficos y su interpretación. 

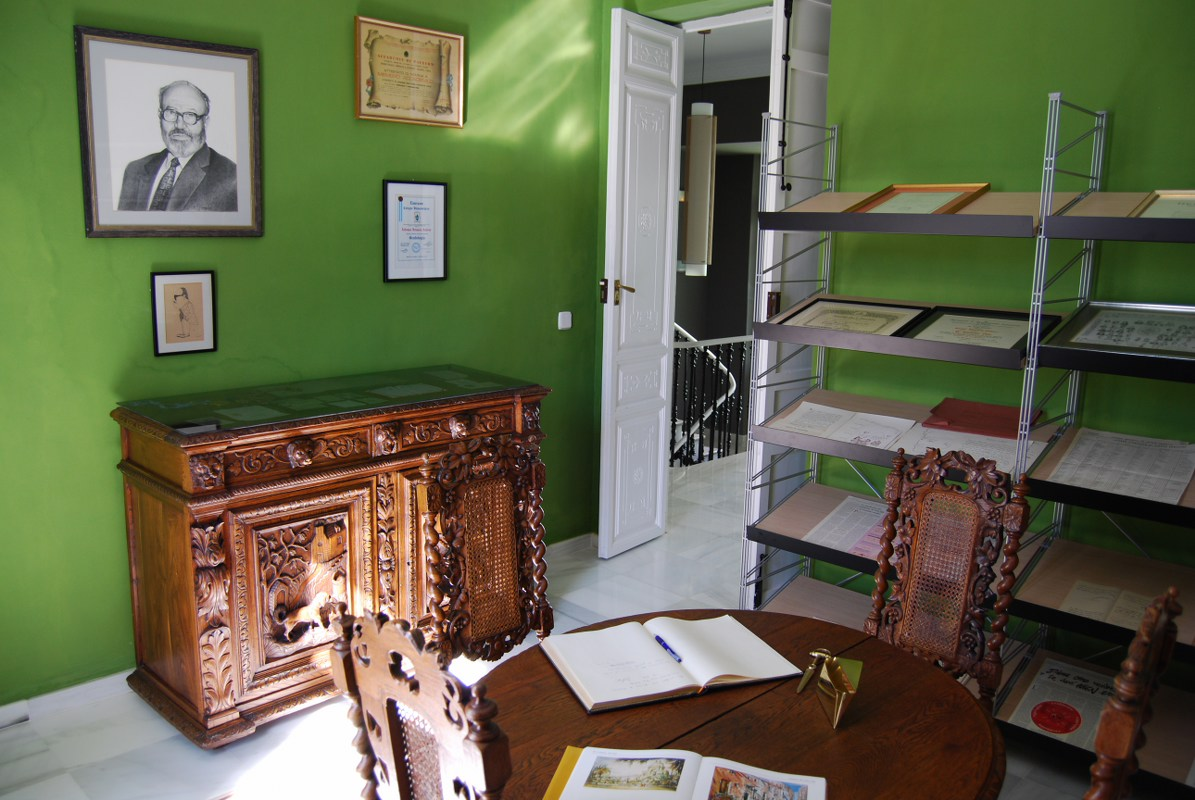
Sala de lectura y documentación del Museo Augusto Vels

El Método Vels de Grafoanálisis pasa a ser programa informático en el año 1985, con lo cual se reduce su tiempo de análisis.
Además de Escritura y Personalidad traducida a varios idiomas y que alcanzó la octava edición, es autor de otras obras de gran alcance como La selección de personal y el problema humano en las empresas, y autor, asimismo, de ponencias, artículos y conferencias, en número superior a las doscientas. 
Augusto Vels es miembro de honor de varias entidades grafológicas europeas y americanas, siendo internacionalmente, el psicólogo de la escritura, de nacionalidad española, más conocido y traducido.

## Reconocimientos
- Medalla de Oro al Mérito Tecnológico (1967)
- Caracterólogo Honoris Causa por el Instituto de Humanidades de Buenos Aires (1971)
- Miembro de la Academia de Artes y Letras de Paestum (Italia) (1973)
- Miembro de Honor y cofundador de la Sociedad Española de Grafología (1982)

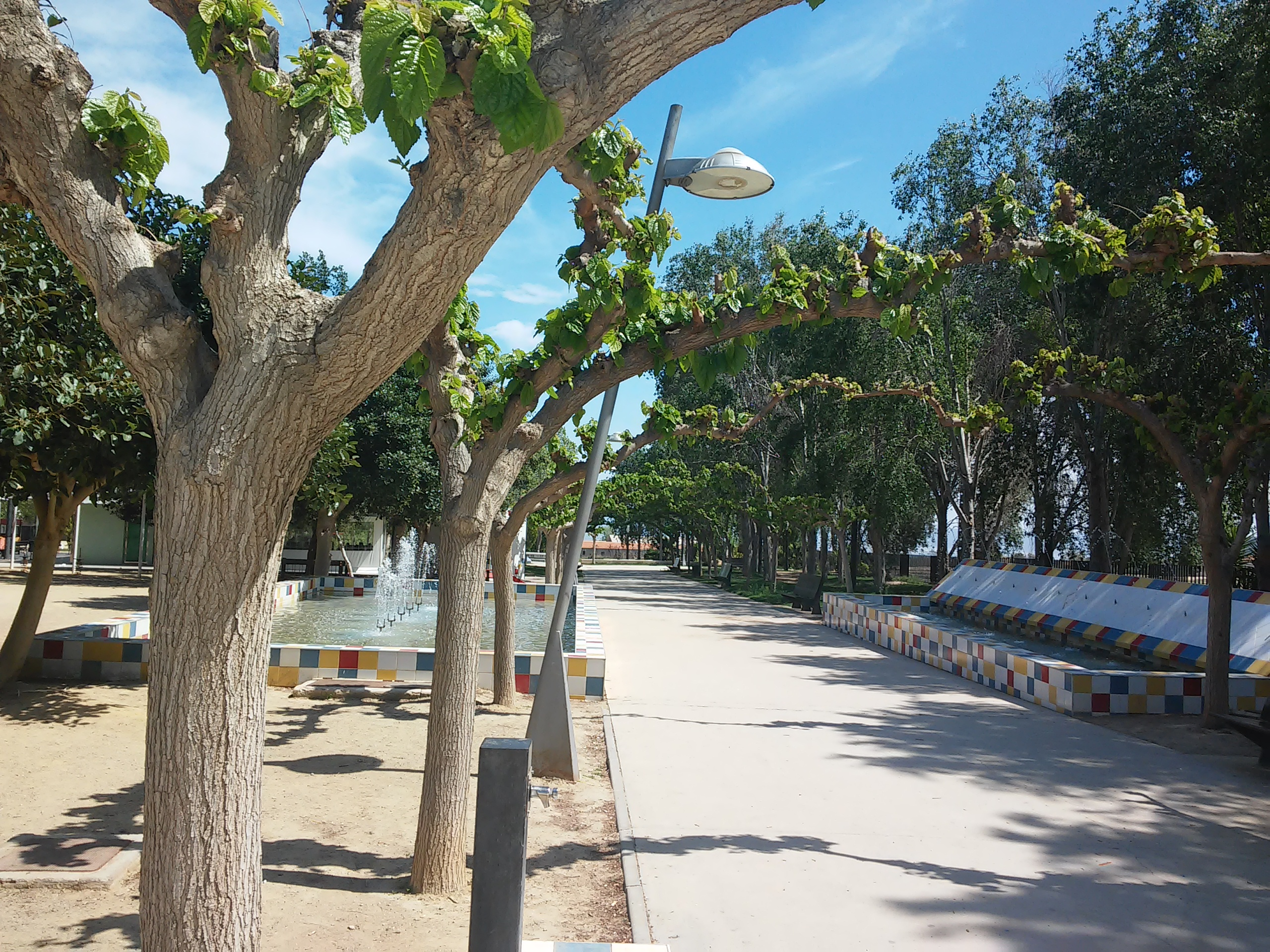
Parque Augusto Vels en Puerto Lumbreras

- Miembro de Honor de la Sociedad Belga de Grafología (1983)
- Miembro de Honor de la Sociedad Grafológica de Euskadi (1990)
- Miembro de Honor de la British Academy of Graphology de Londres (1990)
- Nombramiento Hijo Predilecto de Puerto Lumbreras (1996)
- Miembro de Honor de la Asociación Profesional de Peritos Calígrafos de Cataluña (1999)
- Inauguración del Museo Augusto Vels (1999)